# Roberto Jordán
Roberto Pérez Flores, mejor conocido por su nombre artístico de  Roberto Jordán  (Los Mochis, Sinaloa, 20 de febrero de 1943), es un cantautor solista, y actor mexicano, que inició su carrera a mediados de 1965.

## Biografía

### Sus inicios
Es hermano del exfutbolista Federico Pérez Flores, conocido como "El Borrego", que jugó profesionalmente a fines de los 60 y principios de los 70 con los Potros de Hierro del Atlante y con los Tiburones Rojos de Veracruz, en la primera división del Fútbol Mexicano. Sus padres María Teresa Flores, apasionada impulsora de las diversas manifestaciones del arte y Roberto Pérez Alvarado, pionero de la radiodifusíón de Culiacán, Sinaloa, en donde instaló en 1941 la estación XESA, inculcaron en sus hijos el interés por la educación, el deporte y la cultura musical.
Cursó los primeros años de su educación primaria en el Colegio Mochis y la terminó en el Colegio Cervantes de Culiacán, que se encontraba en la avenida Aquiles Serdán esquina con la calle Antonio Rosales. Posteriormente ingresó a la Universidad de Sinaloa en donde cursó la secundaria. Fueron tiempos que despertaron su interés por el deporte, especialmente por el béisbol y el fútbol, que practicaba en las ligas infantiles que realizaban los juegos en el campo del Parque Revolución, en el área donde hoy se encuentra "La Mensajera de la Voz", escultura dedicada a la memoria de los fundadores de la radio en Sinaloa, y en cuya placa ha quedado grabado para la posteridad el nombre de su Señor Padre, Roberto Pérez Alvarado.
Fueron tiempos en los que Roberto conducía un programa radiofónico en la XESA de Culiacán, en donde presentaba los más famosos éxitos de los ídolos del rock, canciones que también interpretaba con su excelente voz, en la propia estación de radio y en las reuniones de amigos y fiestas estudiantiles. Ahí, siendo ya adolescente, sintió profunda vocación por el canto, sus condiscípulos ya advertían en él, destellos de indudable talento artístico, lo que le fue generando una gran popularidad, que sumada a su natural carisma y galanura, comenzaron a conformar la personalidad, que más adelante le abriría las puertas de las grandes disqueras, de la radio, de la televisión, del teatro y del cine nacional, que lo proyectaron como uno de los grandes ídolos del rock mexicano.

## A la Ciudad de México
A los 17 años, Roberto decide trasladarse a la Ciudad de México para ingresar al ITAM y cursar la Carrera de Licenciado en Administración de Empresas y por supuesto, para incursionar en el medio artístico. Su fuerte inclinación por el canto, lo llevó a la Compañía RCA Victor, que era el mejor sello disquero del país, en donde se conectó con el afamado compositor Rubén Fuentes, autor de "La Bikina", y por esas fechas director de la compañía, quién percibió de inmediato las potencialidades del joven sinaloense y le encargó su preparación a Paco de la Barrera, responsable de los proyectos musicales más exitosos de la empresa disquera. Roberto Pérez Flores adoptó el nombre artístico de Roberto Jordán, inspirado en el apellido de una de las familias fundadoras de Los Mochis, Sinaloa, y muy pronto grabó sus primeras canciones: "Ninguna como Tú" y "Buscando un Lugar", en las que fue acompañado por el grupo musical "Los Matemáticos". Pero en 1966, graba la canción que sería un éxito nacional de inmediato:  "Amor de Estudiante", con lo cual es conocido en todo el país y en el sur de los Estados Unidos y en Centroamérica.

## Surge una figura
Para 1968, Roberto Jordán, se había colocado en los primerísimos lugares de la popularidad, y su estilo y figura en un prototipo de la juventud, especialmente de los universitarios. Sus melodías se convirtieron en grandes éxitos de la época y a partir de entonces, comenzó una carrera ininterrumpida que ya sobrepasa los cuarenta y cinco años, en los que ha grabado infinidad de canciones, algunas de ellas de su propia autoría: "Por lo que fuimos", "El momento es hoy", "El juego de Simón", "1, 2, 3 detente", "Rosa marchita" y sus más grandes éxitos "Hazme una señal", que lo proyectó en el ámbito internacional y como ya mencionamos su primer éxito nacional "Amor de estudiante", melodía considerada como un himno por sus miles y miles de seguidores, que la cantan y corean junto a él, cada vez que la interpreta. Roberto Jordán fue el primer cantante que le grabó a Juan Gabriel, siendo la melodía "No se ha dado cuenta" en 1971 la cual se convirtió en muy poco tiempo en un gran éxito y en la plataforma de lanzamiento del famoso compositor. Después le grabó "Tu serás mi navidad", haciendo un exitoso dueto con Estela Nuñez.

## En el cine y en la televisión
A lo largo de su exitosa carrera, Roberto Jordán ha participado en 21 películas, rodadas tanto en México como en otros países, en la que compartió créditos con personajes de gran reconocimiento en la industria cinematográfica como Arturo de Córdova, Marga López, Columba Domínguez, Fanny Cano, Fernando Luján, Jorge Lavat, Angélica María, Verónica Castro y Macaria. Y así mismo ha intervenido en infinidad de programas simbólicos de la Televisión Mexicana, como los fueron: "El mundo está loco" de Raúl Astor, "Operación Ja Ja" de Manuel "Loco" Valdez, "Revista musical Nescafé", "TV musical Ossart" y "Siempre en Domingo" de Raúl Velasco, que llegaba a 350 millones de espectadores en México, América y Europa, en donde se presentaban las más grandes personalidades del espectáculo como: Vicente Fernández, Enrique Guzmán, Juan Gabriel, César Costa, Lola Beltrán, Lucía Méndez, Daniela Romo, Julio Iglesias, Raphael, Camilo Sesto, María Conchita Alonso, Amanda Miguel, Diego Verdaguer, Pimpinela, Roberto Carlos, Nelson Ned, Rocío Dúrcal, entre muchos otros.
En 1984, Roberto Jordán fue el personaje central de un programa televisio de IMEVISION (hoy TV Azteca), entonces operador del canal 13, que lo llevó a viajar por el mundo y cantar en escenarios tan maravillosos y simbólicos como "La Plaza Roja de Moscú" y el "Observatorio de la Universidad de Estambul". Ha participado en teatro. En la obra musical "Hay buen rock" compartió créditos con Enrique Guzmán. Se ha presentado en el Auditorio Nacional de la Ciudad de México con la Caravana del Rock and Roll y es invitado permanente en escenarios de Centro y Sudamérica.
La trayectoria de este sinaloense excepcional se ha caracterizado por una gran seriedad y profesionalismo, y por mantener su vida privada alejada de los escándalos, tan comunes en el medio artístico, por lo que ha servido de ejemplo para muchas de las nuevas generaciones de cantantes populares de México. Roberto Jordán con más de 45 años de vida artística, continúa vigente en el gusto del público. Sigue presentando conciertos y realizad continuas giras por las principales ciudades de Argentina, España y México, en donde su interpretación de la melodía "Dame una señal", cover en español del éxito en inglés "Gimme Little Sign" de Brenton Wood, sigue prendiendo a los asistentes que se ponen a bailar y a cantar junto con él. Roberto Jordán visita continuamente Sinaloa para convivir con sus amigos de toda la vida, en sus presentaciones acostumbra a cantar "El Sinaloense" y nunca deja de comentar sobre las bellezas de su Estado natal y la bonhomia de su gente. Hombre agradecido con todo y con todos, atiende a quién se le acerca con gran cortesía y se le ve siempre de buen humor, accede sonriente a dar una autógafo, tomarse la foto o entablar una conversación.
Roberto Jordán es un artista que continúa viajando por el mundo, que hace escuchar su voz y su música en el continente americano y en algunos países de Europa. Un hombre audaz con una vitalidad sorprendente y sigue siendo el talentoso y carismático sinaloense, que en los años de 1960, conducía en la XESA, la estación de su pdre, un programa de radio que fue sin duda uno de los más escuchados de entonces, con el que cautivó a la juventud sinaloense de esa época, y con ru riquísima fantasía, la llevó por el naciente mundo del Rock and Roll que ya había originado furor en los Estados Unidos y la dejó prendida de la música que transformó la vida de muchas generaciones.
Es recordado por grandes éxitos radiofónicos como Amor de estudiante, canción con la que se dio a conocer en México, y éxitos traducidos al español como "¡1, 2, 3, detente!", "El juego de Simón" e "Indio tracalero" del grupo estadounidense 1910 Fruit-Gum Company, "Soy un creyente" de The Monkees, "Hazme una señal" de Benton Brook, "Na Na Hey Hey y Adiós" del grupo Steam, "Rosa marchita", "Yo soy, yo digo (Yo solo soy un soñador)" de Neil Diamond, "Amor de Temporada", Juegos en mi mente de Clint Holmes, "Ven a darme amor", del grupo estadounidense Redbone, "Todo mundo en Hollywood es una estrella" de The Village People y "Hard Rock Café" de Carol King, entre otros. También grabó varias canciones originales en español, como "No se ha dado cuenta", "Tú serás mi Navidad" (dueto con Estela Nuñez) y "Por ser cómo eres" de Juan Gabriel, y "Muchacha de Luna" del autor argentino Palito Ortega. Por su popularidad y cualidades sustituyó en el ámbito musical de México a otro ídolo de ese tiempo: Enrique Guzmán.

## Caída
No obstante, su carrera artística decayó a mediados de la década de 1970 debido a problemas de alcoholismo, que venía arrastrando desde tiempo atrás. Fue sustituido en el gusto del público por un cantautor que empezaba a dominar la escena musical de México, así como el Sur de Estados Unidos, Centro y Sudamérica: Juan Gabriel, mismo de quien había grabado algunos temas.
Se sabe que recibió terapia de rescate para su adicción y, actualmente, realiza presentaciones en algunos programas de televisión, tratando de recuperar el sitio que alguna vez tuvo como primer ídolo juvenil de esos años.

## Los Zignos, Los Matemáticos y las pistas musicales
En algunas de sus primeras grabaciones era acompañado por el grupo musical de rock Los Matemáticos (1965).
Entre 1966 y 1970, el grupo Los Zignos fue el encargado de realizar las pistas musicales de sus grabaciones, formando parte indudable del sonido de las melodías que se convirtieron en éxitos como "Hazme una señal" o "¡1, 2, 3, detente!".
Cabe destacar que tanto Los Matemáticos como Los Zignos eran grupos juveniles de rock que, además de musicalizar las pistas para varios artistas de la compañía disquera RCA Víctor Mexicana durante los años sesenta, también grabaron varios discos propios.
En otros temas, Roberto Jordán grabó con música provista por los Dug Dugs, la Orquesta de Eduardo Magallanes y la Orquesta PPX. Posteriormente, diversas orquestas de la compañía RCA Víctor le acompañarían en las canciones que grabó.
Durante 1976 fue acompañado por el Grupo Amigo en algunas canciones.

## Discografía
Su discografía está compuesta por varios discos LP grabados para la compañía RCA Víctor. Actualmente estas grabaciones pertenecen al sello discográfico Sony-BMG, el cual ha realizado diversas recopilaciones con temas representativos de la discografía de Roberto Jordán, en donde se tienen sus éxitos de esos tiempos. 

## Sencillos
| Año  | Título | Artista(s)                      | Discográfica        |
| 1965 | Ninguna Como Tu / Buscando un Lugar                                                                        | Roberto Jordán                  | RCA Victor (México) |
| 1965 | Un Mundo De Amor / Dejaste de Ser                                                                          | Roberto Jordán                  | RCA Victor (México) |
| 1965 | Si Ya No Me Quieres / Dilo Ya                                                                              | Roberto Jordán                  | RCA Victor (México) |
| 1966 | Consejo / Buscando un Lugar / Ninguna Como Tu / El Final                                                   | Roberto Jordán                  | RCA Victor (México) |
| 1967 | Hazme una Señal / La Chica de los Ojos Cafes / Latin Skate / Pronto Serás Mujer                            | Roberto Jordán                  | RCA Victor (México) |
| 1967 | Juntos Felices / Lo Presiento / Soy un Creyente / Yo Te Daré un Cielo Azul                                 | Roberto Jordán                  | RCA Victor (México) |
| 1967 | Prefieres Estar Junto a Mi / Juntos Esta Noche                                                             | Roberto Jordán                  | RCA Victor (México) |
| 1968 | Palabras / Voy a Meterme en tu Corazón / Si Fuera un Mendigo / Amor de Estudiante                          | Roberto Jordán                  | RCA Victor (México) |
| 1968 | El Juego de Simón / Susana / Aburrido Me Voy / Como Te Quiero                                              | Roberto Jordán                  | RCA Victor (México) |
| 1968 | 1,2,3 ¡Detente! / Libérame / El Mensaje / Un Besito Pequeñito                                              | Roberto Jordán                  | RCA Victor (México) |
| 1969 | Amor de Estudiante / Na Na Hey Hey Adiós                                                                   | Roberto Jordán                  | RCA Victor (México) |
| 1969 | Castillos de Algodón / Na Na Hey Hey Adiós                                                                 | Roberto Jordán                  | RCA Victor (México) |
| 1969 | Ini Mini Mani Mo / 9-10 Me Quiere Otra Vez / Este Mágico Momento / La Playa, El Sol, El Mar, El Cielo y Tú | Roberto Jordán                  | RCA Victor (México) |
| 1969 | La Reyna de mi Amor / Indio Tracalero / Estos Ojos / Mercy                                                 | Roberto Jordán                  | RCA Victor (México) |
| 1970 | Na Na Hey Hey Adiós / Castillos de Algodón / Qué Fantástico / Sonríe un Poco para Mí                       | Roberto Jordán                  | RCA Victor (México) |
| 1970 | Amor de Temporada / Un Perfume, Una Rosa                                                                   | Roberto Jordán                  | RCA Victor (México) |
| 1971 | Rosa Marchita / Viejo Amor / Qué Te Han Dicho / Te Ofrezco Mi Corazón                                      | Roberto Jordán                  | RCA Victor (México) |
| 1971 | Amor de Temporada / Bandida / Un Perfume, Una Rosa / Este Amor (Que Ha Nacido en Mi)                       |                                 | RCA Victor (México) |
| 1971 | En La Vida de Dos / Tú Serás Mi Navidad / Blanca Navidad / Nuestro Amor                                    | Roberto Jordán & Estela Núñez   | RCA Victor (México) |
| 1972 | No Se Ha Dado Cuenta / Come a Little Bit Closer / Donde...? / Carmen                                       | Roberto Jordán                  | RCA Victor (México) |
| 1972 | Muchacha de Luna / (Yo Solo Soy) Un Soñador / Yo Vengo del Campo / Vagabundo                               | Roberto Jordán                  | RCA Victor (México) |
| 1972 | En la Vida de Dos / Ana María / Nuestro Amor / Amar Al Que se Va                                           | Roberto Jordán & Estela Núñez   | RCA Victor (México) |
| 1973 | Por Nosotros / Clap, Clap, Aplaudan Todos                                                                  | Roberto Jordán & Angélica María | RCA Victor (México) |
| 1973 | Por Ser Como Eres / Leonarda / Por Lo Que Fuimos / No Podré Dar Marcha Atrás                               | Roberto Jordán                  | RCA Victor (México) |
| 1973 | Juegos en mi Mente / July                                                                                  | Roberto Jordán                  | RCA Victor (México) |
| 1974 | Si No Te Hubiese Conocido / Que Pasará                                                                     | Roberto Jordán                  | RCA Victor (México) |
| 1974 | Ven a Darme Amor / Cada Vez Mejor                                                                          | Roberto Jordán & El Grupo Amigo | RCA Victor (México) |
| 1975 | Mi Ruego / El Día Llegará                                                                                  | Roberto Jordán                  | RCA Victor (México) |
| 1975 | Cuando Encuentres el Amor / Fat Mamma                                                                      | Roberto Jordán                  | RCA Victor (México) |
| 1975 | Discoposter: La Palabra / Fresas y Vino                                                                    | Roberto Jordán & El Grupo Amigo | RCA Victor (México) |
| 1976 | Nuestra Canción / Todavía                                                                                  | Roberto Jordán                  | RCA Victor (México) |
| 1976 | Adiós / Ese El Camino que me Gusta (Solo a Ti Te Quiero)                                                   | Roberto Jordán                  | RCA Victor (México) |
| 1976 | Amor de Estudiante / Confesiones de Media Noche                                                            | Roberto Jordán con Los Zignos   | RCA Victor (México) |
| 1976 | Sambario / De Qué Manera                                                                                   | Roberto Jordán                  | RCA Victor (México) |
| 1977 | Quiero Renacer / Sandy                                                                                     | Roberto Jordán                  | RCA Victor (México) |
| 1977 | Café del Rock / Estaba Escrito                                                                             | Roberto Jordán                  | RCA Victor (México) |
| 1978 | En Acapulco (Todo Mundo es Estrella) / Bahía Azul                                                          | Roberto Jordán                  | RCA Victor (México) |
| 1978 | El Sol se Fue / Amor Verdadero                                                                             | Roberto Jordán                  | RCA Victor (México) |
| 1979 | Adiós / Quiero Querer                                                                                      | Roberto Jordán                  | RCA Victor (México) |
| 1979 | No Se Ha Dado Cuenta (versión Disco) / La Gente Dice Que                                                   | Roberto Jordán                  | RCA Victor (México) |
| 1980 | Rumbo Al Amor / Primero Tú Después el Mundo                                                                | Roberto Jordán                  | RCA Victor (México) |
| 1980 | María Rosa / Amor... Mi Amor                                                                               | Roberto Jordán                  | RCA Victor (México) |
| 1981 | Canela Fina / Hablando en tu Soñar                                                                         | Roberto Jordán                  | RCA Victor (México) |
| 1981 | Vagabundo / Necesito de tu Amor                                                                            | Roberto Jordán                  | RCA Victor (México) |
| 1982 | El Momento es Hoy / Quererlas, Dejarlas, Olvidarlas                                                        | Roberto Jordán                  | RCA Victor (México) |
| 1988 | Vamos Nena                                                                                                 | Roberto Jordán                  | Orfeón              |
| 2005 | Hazme una Señal 2005                                                                                       | Roberto Jordán & Claudio Yarto  | Warner Music México |

## Álbumes
| Año  | Título                                              | Discográfica        |
| 1965 | Un Mundo De Amor                                    | RCA Camden (México) |
| 1968 | Hazme Una Señal                                     | RCA Camden (México) |
| 1968 | 1,2,3 ¡Detente!                                     | RCA Camden (México) |
| 1969 | Estos Ojos, Amor De Estudiante Y Otros Exitos       | RCA Camden (México) |
| 1970 | Castillos De Algodón                                | RCA Víctor (México) |
| 1971 | Amor De Temporada                                   | RCA Víctor (México) |
| 1971 | Roberto Jordan                                      | RCA Víctor (México) |
| 1972 | Roberto Jordan                                      | RCA Víctor (México) |
| 1973 | Roberto Jordan                                      | RCA Víctor (México) |
| 1976 | Ese Es El Camino Que Me Gusta (Solo A Ti Te Quiero) | RCA Camden (México) |
| 1979 | El Sol Se Fue                                       | RCA Víctor (México) |
| 1980 | Rumbo Al Amor                                       | RCA Víctor (México) |
| 1988 | Vamos a Bailar                                      | Orfeón              |
| 1989 | Vamos Nena                                          | Orfeón              |

## Éxitos y principales grabaciones
- Ninguna Como Tú (That's What Little Girls Are Made For) (1965)
- Soy Un Creyente (I'm A Believer) (1967)
- Hazme Una Señal (Gimme A Little Sign) (1967)
- Palabras (Words) (1968)
- ¡1, 2, 3 ¡Detente! (1, 2, 3, Red Light!) (1968)
- Amor De Estudiante (1968)
- Mi Confesión / Confesiones de medianoche (Midnight Confessions) (1968)
- Aburrido Me Voy (1968)
- Estos Ojos (These Eyes) (1969)
- Castillos De Algodón (1910 Cotton Candy Castle) (1969)
- Na Na Hey Hey Adiós (Na Na Hey Hey Kiss Him Goodbye) (1969)
- Siempre Hay Algo Que Me Recuerda A Ti (Always Something That Reminds Me) (1970)
- Bandida (Cándida) (1970)
- Amor De Temporada (1971)
- Rosa Marchita (Cracklin' Rosie) (1971)
- No Se Ha Dado Cuenta (1971)
- ¿Donde...? (Song Of A Thousand Voices) (1971)
- (Yo Solo Soy) Un Soñador (I Am, I Said) (1971)
- Muchacha De Luna (1971)
- Canción Triste (Song Sung Blue) (1972)
- Por Ser Como Eres (1972)
- Ven a Darme Amor (Come And Get Your Love) (1974)
- El Juego de Simón (Simmon Says) (1968)
- En Acapulco (Todo mundo es estrella) (1976)
- Café Del Rock (Hard Rock Café) (1978)